# ゾリータ
ゾリータ (英語: Zorita、1915年8月30日 – 2001年11月12日)はアメリカ合衆国のバーレスクパフォーマーである。 2匹のボアコンストリクター、「エルマーとオスカー」と一緒に登場する20分間のバーレスクショーで最もよく知られている。

## 経歴
1915年にオハイオ州ヤングスタウンで生まれ、厳格なメソジストの夫婦に引き取られた。生まれた時の名前はエイダであった。美人コンテストで見出され、1935年頃にはアメリカン・バーレスクのパフォーマーとして知られるようになっていた。バイセクシュアルであり、数回結婚している他、1930年代末から女性との恋愛についてもオープンにしていた。
ゾリータはユニークで議論を呼ぶようなショーでよく知られるようになった。「ハーフ&ハーフ」と呼ばれる演目では、体のうち半分は花婿、もう片方の半分は花嫁の衣装を着て、片側だけを観客に見せ、互いの服を脱がせる結婚初夜を模したパフォーマンスを行った。また、メイ・ウエストにインスパイアされた、蜘蛛の巣の中から現れて蜘蛛に服を剥がせるショーも有名である。
最も有名なショーはボアコンストリクターとともに舞台に登場するもので、これはゾリータの「恐ろしい獣と美しい女性が一緒にパフォーマンスする」と効果的だろうというアイディアから生まれた。ゾリータは『美女と野獣』的なモチーフを好んでおり、ゴリラの扮装をした男とのショーも作っている。蛇を用いたショーはいくつかトラブルも起こしており、1930年代頃にゾリータは蛇に手を出そうとした酔客とケンカになったこともあるという。1941に、ゾリータはアメリカ動物虐待防止協会の訴えにより、ショーで蛇を使ったことについて逮捕された。蛇とリードでつなぎ、人前で散歩に出かけることでも知られていた。1500ドルの保釈金を払って釈放されたが、最後のニューヨークのショーの後、蛇はすべて没収された。
1960年代初め頃までに引退し、その後はマイアミなどでバーレスククラブの経営に携わっていた。2001年に86歳で死亡した。